# Garland (Arkansas)
Garland è un comune degli Stati Uniti d'America, situato in Arkansas, nella contea di Miller.